# Marc Dedecker

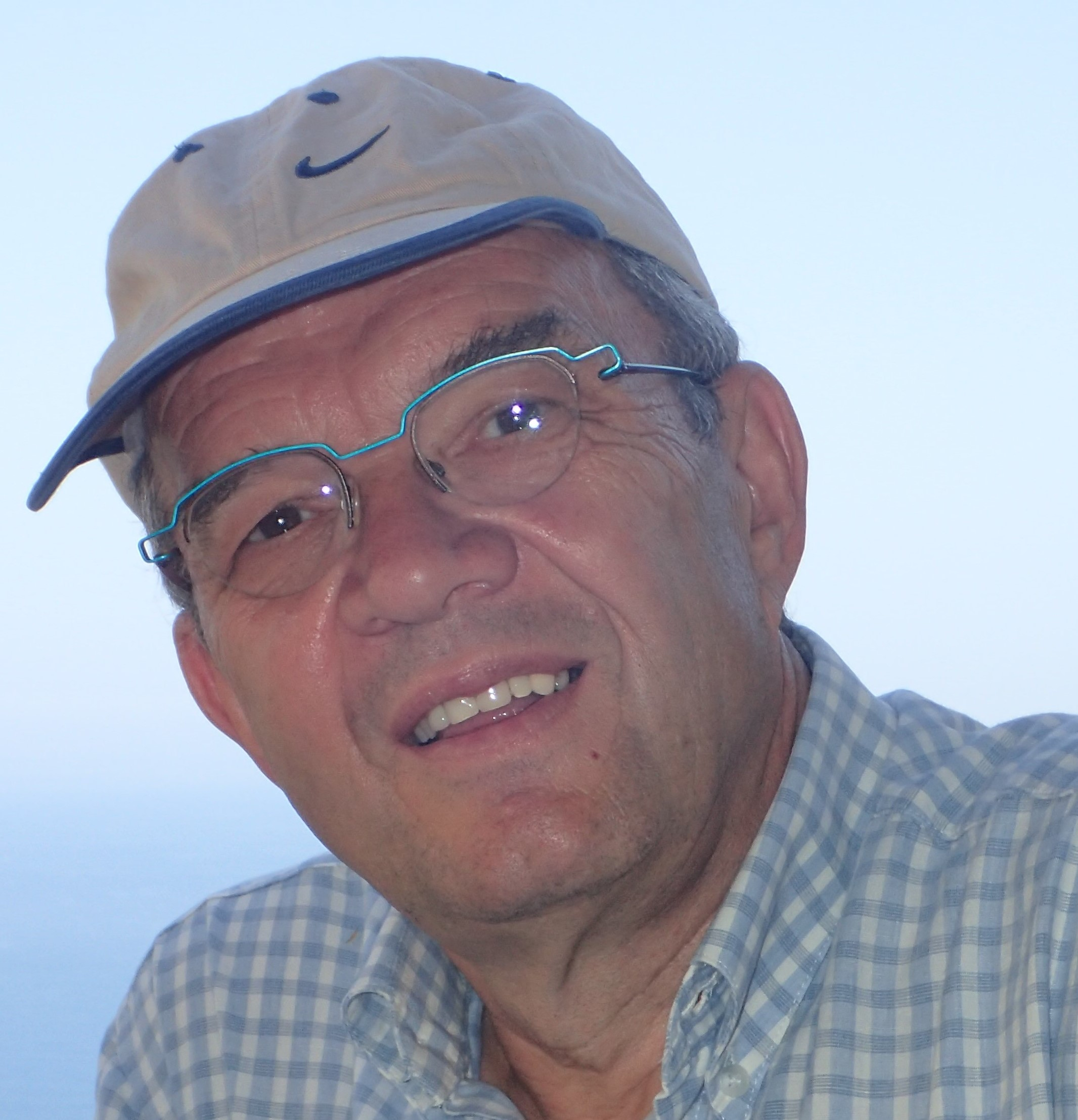
Marc Gerard Dedecker

Marc Gerard Dedecker (Ieper, 4 november 1950) is een Belgisch schrijver.
Hij studeerde psychologie aan Universiteit Gent, vervolmaakte zich in Leadership Development in INSEAD in Fontainebleau en was HR Manager bij Bekaert en ArcelorMittal. Hij was rechter in sociale zaken bij de Arbeidsrechtbank van Tongeren.
Hij schreef twee romans: Dug-out, dat handelt over het wedervaren van een Zuid-Afrikaans voetbaltalent en Fureri, het waargebeurd verhaal over de lotgevallen van een broeder tijdens de genocide in Rwanda. Dedecker is sinds 2015 voorzitter van Neos Zutendaal en secretaris van het Kisarocomité in Genk, een organisatie die ijvert voor meer welvaart in Rwanda.
Hij bezocht de streek van Kisaro waar Cyriel Wieme een landbouwcentrum oprichtte. Deze broeder werd er de initiator van terrasbouw maar de oorlog duwde hem in een hachelijke rol. Hij zorgde er niet zonder levensgevaar voor de voedselbevoorrading en onderdak voor duizenden vluchtelingen. In Fureri kan je lezen welke rol Cyriel Wieme speelde bij presidenten, overheid en militairen. Hoe hij op gevaar voor eigen leven militairen trotseerde die het volk bedreigden en op het nippertje aan de dood kon ontsnappen.

## Publicaties
- 50 jaar inox in Genk. De merkwaardige geschiedenis van een staalbedrijf, uitgeverij ASP, 2011.
- 40 jaar Rotary Genk-Noord, essay over de vriendschap, 2012.
- Dedecker, Marc, Jef Gabriels, Gerard Moerman, Paul Schepers, Antoon Vandenheede (2015). Omdat hij van hen hield. De Drukpers, pp. 82. Geraadpleegd op 20 mei 2019 "Het merkwaardige leven van broeder Cyriel, geboren Jules Wieme."
- Dedecker, Marc. (2015). Dug-out. aquaZZ, Arnhem. ISBN 9789078459750.
- Dedecker, Marc (2019). Fureri : (broeder). aquaZZ, Arnhem. ISBN 9789493023130.